# Демократичен алианс за многообразие и подем
Демократичният алианс за многообразие и подем (на немски: Demokratische Allianz für Vielfalt und Aufbruch) е политическа партия в Германия, която декларира като своя цел защитата на мюсюлманските национални малцинства в Германия. Основана е през 2024 г. Партията е критикувана заради тесните си връзки с турското правителство и управляващата партия на Реджеп Таип Ердоган в Турция, като някои медии я наричат „Партията на Ердоган“. Председател на партията е Тейфик Йозджан.
Партията участва на изборите за Европейски парламент през 2024 г., като получава 148 496 гласа (0,37%).